# Enfermedad de la leche
La enfermedad de la leche es un tipo de intoxicación que se produce en personas que ingieren leche o carne de vaca que se ha alimentado de la planta Ageratina altissima, nativa del este de Norteamérica, que contiene de forma natural una sustancia tóxica llamada tremetol. Los síntomas principales son temblor, vómitos y dolor abdominal intenso.

## Historia
La enfermedad de la leche es actualmente muy rara, sin embargo a principios del siglo XIX se produjeron muchos casos en Estados Unidos, sobre todo en el valle del rio Ohio y sus afluentes, donde crece de forma natural Ageratina altissima. Los nuevos colonos desconocían las propiedades tóxicas de esta planta, lo que causó numerosos casos y miles de muertos. Una víctima notable fue Nancy Hanks Lincoln, madre de Abraham Lincoln, que falleció en 1818 víctima de la enfermedad.
La ciencia médica no identificó oficialmente el origen de la enfermedad de la leche hasta 1928, año en que los avances en química permitieron identificar la toxina tremetol. No obstante ya se tenían indicios sobre la causa del mal. La Dra. Anna Pierce Hobbs (1808-1869) está considerada una de las primeras personas en sospechar el origen de la enfermedad, para ello utilizó los conocimientos sobre las propiedades de las plantas locales de los miembros de la tribu Shawnee.